# Lijst van voetbalinterlands Estland - Turkije
Deze lijst van voetbalinterlands is een overzicht van alle officiële voetbalwedstrijden tussen de nationale teams van Estland en Turkije. De landen speelden tot op heden acht keer tegen elkaar. De eerste ontmoeting, een vriendschappelijke wedstrijd, werd gespeeld in Tallinn op 19 juni 1924. Het laatste duel, een kwalificatiewedstrijd voor het Wereldkampioenschap voetbal 2014, vond plaats op 11 oktober 2013 in de Estse hoofdstad.

## Wedstrijden
| № | Plaats    | Datum             | Competitie           | Wedstrijd         | Uitslag |
| - | --------- | ----------------- | -------------------- | ----------------- | ------- |
| 1 | Tallinn   | 19 juni 1924      | Vriendschappelijk    | Estland – Turkije | 1 – 4   |
| 2 | Tallinn   | 29 mei 1996       | Vriendschappelijk    | Estland – Turkije | 0 – 0   |
| 3 | Hamburg   | 28 mei 2006       | Vriendschappelijk    | Turkije – Estland | 1 – 1   |
| 4 | Tallinn   | 15 oktober 2008   | WK 2010 kwalificatie | Estland – Turkije | 0 – 0   |
| 5 | Kayseri   | 5 september 2009  | WK 2010 kwalificatie | Turkije – Estland | 4 – 2   |
| 6 | Istanboel | 10 augustus 2011  | Vriendschappelijk    | Turkije – Estland | 3 – 0   |
| 7 | Istanboel | 11 september 2012 | WK 2014 kwalificatie | Turkije – Estland | 3 – 0   |
| 8 | Tallinn   | 11 oktober 2013   | WK 2014 kwalificatie | Estland – Turkije | 0 – 2   |

## Samenvatting
| Competitie        | Totaal gespeeld | Winst Estland | Gelijk | Winst Turkije | Doelsaldo Estland – Turkije |
| ----------------- | --------------- | ------------- | ------ | ------------- | --------------------------- |
| WK-kwalificatie   | 4               | 0             | 1      | 3             | 2 − 9                       |
| Vriendschappelijk | 4               | 0             | 2      | 2             | 2 − 8                       |
| Totaal            | 8               | 0             | 3      | 5             | 4 − 17                      |

Wedstrijden bepaald door strafschoppen worden, in lijn met de FIFA, als een gelijkspel gerekend.

## Details

### Eerste ontmoeting
| Vriendschappelijk (Tallinn, Estland, 19 juni 1924): |       |                                                                           |
| Estland                                             | 1 – 4 | Turkije                                                                   |
| Oskar Üpraus 38'                                    | goals | 30' Sabih Arca 69' Bedri Gürsoy 72' Zeki Rıza Sporel 75' Zeki Rıza Sporel |

### Tweede ontmoeting
| Vriendschappelijk (Tallinn, Estland, 29 mei 1996): |       |         |
| Estland                                            | 0 – 0 | Turkije |
|                                                    | goals |         |

### Derde ontmoeting
| Vriendschappelijk (Hamburg, Duitsland, 28 mei 2006): |       |                   |
| Turkije                                              | 1 – 1 | Estland           |
| Gökhan Ünal 53'                                      | goals | 87' Tarmo Neemelo |

### Vierde ontmoeting
| WK 2010 kwalificatie (Tallinn, Estland, 15 oktober 2008): |       |         |
| Estland                                                   | 0 – 0 | Turkije |
|                                                           | goals |         |

### Vijfde ontmoeting
| WK 2010 kwalificatie (Kayseri, Turkije, 5 september 2009):           |       |                                                    |
| Turkije                                                              | 4 – 2 | Estland                                            |
| Tuncay Şanlı 29' Sercan Yıldırım 36' Arda Turan 61' Tuncay Şanlı 72' | goals | 7' Vladimir Voskoboinikov 52' Konstantin Vassiljev |

### Zesde ontmoeting
| Vriendschappelijk (Istanboel, Turkije, 10 augustus 2011):                  |       |         |
| Turkije                                                                    | 3 – 0 | Estland |
| Emre Belözoğlu 8' (pen.) Colin Kâzım-Richards 28' Colin Kâzım-Richards 35' | goals |         |

### Zevende ontmoeting
| WK 2014 kwalificatie (Istanboel, Turkije, 11 september 2012): |       |         |
| Turkije                                                       | 3 – 0 | Estland |
| Emre Belözoğlu 44' Umut Bulut 60' Selçuk İnan 75'             | goals |         |

### Achtste ontmoeting
| WK 2014 kwalificatie (Tallinn, Estland, 11 oktober 2013): |       |                                 |
| Estland                                                   | 0 – 2 | Turkije                         |
|                                                           | goals | 22' Umut Bulut 47' Burak Yılmaz |

EJL · A-internationals · Bondscoaches · Statistieken · Estisch vrouwenelftal · Olympisch elftal · Estland U21 · Estland U20 · Estland U19 · Estland U18 · Estland U17 · Estland U16
1920 – 1929 ·
1930 – 1939 ·
1940 – 1949 ·
1950 – 1990 · 
1990 – 1999 ·
2000 – 2009 ·
2010 – 2019 ·
2020 − 2029
OS 1924
1920 ·
1921 ·
1922 ·
1923 ·
1924 ·
1925 ·
1926 ·
1927 ·
1928 ·
1929 · 
1930 · 
1931 · 
1932 · 
1933 · 
1934 · 
1935 · 
1936 · 
1937 · 
1938 · 
1939 · 
1940 · 
1941 · 
1942 · 
1943 · 1944 · 
1945 · 
1946 · 
1947 · 
1948 · 
1949 · 
1950 – 1990 · 
1991 · 
1992 · 
1993 · 
1994 · 
1995 · 
1996 · 
1997 · 
1998 · 
1999 · 
2000 · 
2001 · 
2002 · 
2003 · 
2004 · 
2005 · 
2006 · 
2007 · 
2008 · 
2009 · 
2010 · 
2011 · 
2012 · 
2013 · 
2014 · 
2015 · 
2016 ·
2017 ·
2018 ·
2019 ·
2020
Albanië ·
Andorra ·
Angola ·
Antigua en Barbuda ·
Argentinië ·
Armenië ·
Azerbeidzjan ·
België ·
Bosnië-Herzegovina ·
Brazilië ·
Bulgarije ·
Canada ·
Chili ·
China ·
Cyprus ·
Denemarken ·
Duitsland ·
Ecuador ·
Egypte ·
El Salvador ·
Engeland ·
Equatoriaal-Guinea ·
Faeröer ·
Fiji ·
Filipijnen ·
Finland ·
Frankrijk ·
Georgië · 
Gibraltar ·
Griekenland ·
Hongarije ·
Hongkong ·
Ierland ·
IJsland ·
Indonesië ·
Irak ·
Israël ·
Italië ·
Jordanië ·
Kazachstan ·
Kirgizië ·
Kroatië ·
Letland ·
Libanon ·
Liechtenstein ·
Litouwen ·
Luxemburg ·
Malta ·
Marokko ·
Mexico ·
Moldavië ·
Montenegro ·
Nederland ·
Nieuw-Caledonië ·
Nieuw-Zeeland ·
Noord-Ierland ·
Noord-Macedonië ·
Noorwegen ·
Oekraïne ·
Oezbekistan ·
Oman ·
Oostenrijk ·
Polen ·
Portugal ·
Qatar ·
Roemenië ·
Rusland ·
Saint Kitts en Nevis ·
San Marino ·
Saoedi-Arabië ·
Schotland ·
Servië ·
Slovenië ·
Slowakije · 
Spanje ·
Tadzjikistan ·
Thailand ·
Trinidad en Tobago ·
Tsjechië ·
Turkije ·
Turkmenistan ·
Uruguay ·
Vanuatu ·
Venezuela ·
Verenigde Arabische Emiraten ·
Verenigde Staten ·
Vietnam ·
Wales ·
Wit-Rusland ·
Zweden ·
Zwitserland
TFF · A-internationals · Selecties · Bondscoaches · Turks vrouwenelftal · Olympisch elftal · Turkije U21 · Turkije U20 · Turkije U19 · Turkije U18 · Turkije U17 · Turkije U16
1923 – 1929 · 
1930 – 1939 · 
1940 – 1949 · 
1950 – 1959 · 
1960 – 1969 · 
1970 – 1979 · 
1980 – 1989 · 
1990 – 1999 · 
2000 – 2009 · 
2010 – 2019 ·
2020 − 2029
EK 1996 · 
EK 2000 · 
EK 2008 · 
EK 2016 ·
EK 2020 ·
EK 2024 · WK 1954 · WK 2002 · OS 1924 · 
OS 1928 · 
OS 1936 · 
OS 1948 · 
OS 1952 · 
OS 1960
1923 · 
1924 · 
1925 · 
1926 · 
1927 · 
1928 · 
1929 · 1930 · 
1931 · 
1932 · 
1933 · 1934 · 1935 · 
1936 · 
1937 · 
1938 · 1939 · 1940 · 1941 · 1942 · 1943 · 1944 · 1945 · 1946 · 1947 · 
1948 · 
1949 · 
1950 · 
1952 · 
1952 · 
1953 · 
1954 · 
1955 · 
1956 · 
1957 · 
1958 · 
1959 · 
1960 · 
1961 · 
1962 · 
1963 · 
1964 · 
1965 · 
1966 · 
1967 · 
1968 · 
1969 · 
1970 · 
1971 · 
1972 · 
1973 · 
1974 · 
1975 · 
1976 · 
1977 · 
1978 · 
1979 · 
1980 · 
1981 · 
1982 · 
1983 · 
1984 · 
1985 · 
1986 · 
1987 · 
1988 · 
1989 · 
1990 · 
1991 · 
1992 · 
1993 · 
1994 · 
1995 · 
1996 · 
1997 · 
1998 · 
1999 · 
2000 · 
2001 · 
2002 · 
2003 · 
2004 · 
2005 · 
2006 · 
2007 · 
2008 · 
2009 · 
2010 · 
2011 · 
2012 · 
2013 · 
2014 · 
2015 ·
2016 ·
2017 ·
2018 ·
2019 ·
2020 ·
2021 ·
2022 ·
2023 ·
2024
Albanië ·
Algerije ·
Andorra ·
Angola ·
Armenië ·
Australië ·
Azerbeidzjan ·
België ·
Bosnië en Herzegovina ·
Brazilië ·
Bulgarije ·
Canada ·
Chili ·
China ·
Colombia ·
Costa Rica ·
DDR ·
Denemarken ·
Duitsland ·
Ecuador ·
Egypte ·
Engeland ·
Estland ·
Ethiopië ·
Faeröer ·
Finland ·
Frankrijk ·
Georgië ·
Ghana ·
Gibraltar ·
Griekenland ·
Guinee ·
Honduras ·
Hongarije ·
Ierland ·
IJsland ·
Irak ·
Iran ·
Israël ·
Italië ·
Ivoorkust ·
Japan ·
Joegoslavië ·
Kameroen ·
Kazachstan ·
Kosovo ·
Kroatië ·
Letland ·
Libanon ·
Libië ·
Liechtenstein ·
Litouwen ·
Luxemburg ·
Maleisië ·
Malta ·
Moldavië ·
Montenegro · 
Nederland ·
Nieuw-Zeeland ·
Noord-Ierland ·
Noord-Macedonië ·
Noorwegen ·
Oekraïne ·
Oezbekistan ·
Oostenrijk ·
Pakistan ·
Paraguay ·
Polen ·
Portugal ·
Qatar · 
Roemenië ·
Rusland ·
San Marino ·
Saoedi-Arabië ·
Schotland ·
Senegal ·
Servië ·
Slovenië · 
Slowakije ·
Sovjet-Unie ·
Spanje ·
Syrië ·
Tsjechië ·
Tsjecho-Slowakije ·
Tunesië ·
Uruguay ·
Verenigde Staten ·
Wales ·
Wit-Rusland ·
Zuid-Afrika ·
Zuid-Korea ·
Zweden ·
Zwitserland
Brazilië (2002, 1) · 
Costa Rica (2002) · 
Duitsland (2008) · 
Italië (2021) · 
Kroatië (2008) · 
Kroatië (2016) · 
Portugal (2008) · 
Spanje (2016) · 
Tsjechië (2008) · 
Wales (2021) · 
Zwitserland (2008) · 
Zwitserland (2021)